# Enhydris longicauda
Espèce
Synonymes
- Hypsirhina longicauda Bourret, 1934

Statut de conservation UICN

 VU B1ab(iii,v) : Vulnérable
Enhydris longicauda est une espèce de serpents de la famille des Homalopsidae.

## Répartition
Cette espèce est endémique du Cambodge. Elle se rencontre dans le bassin du lac Tonlé Sap, au centre du pays.

## Description
Enhydris longicauda mesure de 32,5 à 67 cm pour les mâles et de 31,5 à 81 cm pour les femelles.

## Publication originale
- Bourret, 1934 : Notes herpétologiques sur l'Indochine Française IV. Sur une collection d’ophidiens de Cochinchine et du Cambodge. Bulletin Général de l'Instruction Publique, vol. 1934, p. 1-11.